# Biała Prudnicka
Biała, hoặc Biała Prudnicka [ˈbʲawa prudˈɲit͡ska] (tiếng Đức: Zülz) là một thị trấn ở Ba Lan, ở Opole Voivodeship, thuộc Hạt Prudnik, với 2.687 cư dân (2004).

## Lịch sử của thị trấn
Ở góc phía tây nam của họ, công tước Opole đã xây dựng một lâu đài, Bela , trên một cái hồ tên là Zülzer Wasser (tiếng Anh: Water of Zülz). Lâu đài này là trụ sở quyền lực của một thị trưởng địa phương của cung điện. Xung quanh chân cung điện, một ngôi làng của Đức, trụ sở của giáo xứ địa phương, đóng vai trò là điểm khởi đầu cho việc định cư tiếp theo trong khu vực, nơi có rừng rậm và giáp biên giới Moravia. Ngôi làng lần đầu tiên được đề cập trong lịch sử vào năm 1225. Một số làng được thành lập bởi những người định cư từ Bela bao gồm Gościęcin (bản gốc tên Đức: Kostenthal), được thành lập vào năm 1225, và Kazimierz (bản gốc tên Đức: Kasimir bei Oberglogau), thành lập năm 1240.
Vào khoảng năm 1270, một thị trấn, tên là Zolez và sau đó là Zülz, được thành lập với quyền Magdeburg giữa lâu đài Bela và ngôi làng nhỏ xung quanh. Xây dựng làng là một hoạt động rất truyền thống. Thị trấn đã được xây một bức tường sau khi hoàn thành, với hai cổng được xây dựng để cho phép mọi người ra vào. Một khu chợ cũng được xây dựng ở trung tâm thị trấn. Trong khoảng thời gian này, một số thành phố xung quanh đã thay đổi tên của họ. Ngôi làng Bela, được đặt tên theo lâu đài, được đặt tên lại với tên tiếng Đức Altstadt (tiếng Anh: Old Town). Một thị trấn cách 4 km (2 mi) về phía đông đã được đặt tên là Zülz, thị trấn này được đổi tên thành Alt Zülz (tiếng Anh: Old Zülz). Nhà thờ tại Alt Zülz, từng là nhà thờ chính trong khu vực, được làm một nhà thờ vệ tinh của một nhà thờ thành phố mới, lớn hơn, được xây dựng vào năm 1400. Zülz trở thành trụ sở của một vogt vào năm 1311. Năm 1335, Zülz trở thành Presbyterium, một vị trí quyền lực địa phương của Giáo hội Công giáo La Mã. Tuy nhiên, điều này là không vĩnh viễn. Sau cái chết của công tước cuối cùng của Opole, Johann, thị trấn đã chuyển sang sở hữu của gia đình Habsburg, người đã sớm thế chấp vị trí giáo hội của thị trấn để trả nợ. Cũng vào cuối thế kỷ 14, thành phố đã có được một lượng lớn người Do Thái. Trong 200 năm tiếp theo, thị trấn đã chuyển sang sở hữu bởi nhiều nhóm khác nhau, bao gồm cả các nam tước của Proskau. Điều này rất có ý nghĩa, vì dưới sự cai trị của các nam tước, Zülz chỉ là một trong hai thành phố của Silesian, thành phố còn lại là Głogów, không bắt buộc phải trục xuất dân số Do Thái của họ. Theo bản kiến nghị năm 1601 của các nam tước, hoàng đế Rudolf II của Đế chế La Mã thần thánh đã mở rộng các đặc quyền bảo vệ đặc biệt cho dân số Do Thái Zülz.
Thành phố đã bị tàn phá gấp đôi vào những năm 1630, vì cả Chiến tranh Ba mươi năm và Cái chết đen đã giết chết gần như toàn bộ dân số của thị trấn. Để đánh dấu sự kiện khủng khiếp này, một đài tưởng niệm tưởng nhớ những người đã chết trong khoảng thời gian đó đã được xây dựng. Các quyền thương mại đặc biệt được cấp cho thành phố vào năm 1699 cho phép người Do Thái địa phương hợp tác làm ăn với những người từ Bohemia, Silesia và phần còn lại của Ba Lan, trao cho họ quyền tương đương với thương nhân Kitô giáo địa phương. Những quyền này đóng vai trò là động lực cho một cuộc di cư mạnh mẽ của người Do Thái vào Zülz, chủ yếu vào thế kỷ 18. Điều này mang lại cho thành phố biệt danh Judenzülz, mặc dù cộng đồng Do Thái địa phương đã đặt cho thị trấn một biệt danh khác, tiếng Do Thái Makom Zadik (tiếng Anh: Nơi được bảo vệ).
Sau phân vùng 1742 của Silesia, Zülz trở thành lãnh thổ của Phổ. Hiệu quả chính của việc này xuất hiện vài thập kỷ sau đó, dưới hình thức sắc lệnh giải phóng do Frederick William III ban hành. Tuyên bố này đã chấm dứt tình trạng "hạng hai" của người Do Thái. Nhiều người Do Thái nắm lấy cơ hội này và chuyển đến các thành phố lớn hơn, rời khỏi Zülz. Sự di cư này mạnh đến nỗi vào năm 1914, cộng đồng Do Thái ở Zülz phần lớn không còn tồn tại.
Lâu đài, giống như thị trấn, thông qua quyền sở hữu của nhiều nhóm khác nhau. Vào năm 1727, lâu đài vẫn thuộc quyền sở hữu của các nam tước Proskau, người đã bắt đầu khôi phục cả lâu đài và nhà tu hành thế kỷ 16 đáng chú ý của nó. Năm 1748, lâu đài được chuyển sang quyền sở hữu của Bartolomaius von Oderfeld, vì ông là người cai trị mới của khu vực. Năm 1756, lâu đài trở thành tài sản của bá tước Matuschka và con cháu của ông, cho đến khi chia tách các đơn vị hành chính địa phương mà Zülz thuộc về, vào năm 1841. Thành phố Zülz đã mua lâu đài hoàn toàn vào năm 1874, sau đó được sử dụng cho việc kinh doanh và quản lý thành phố cho đến năm 1923. Lâu đài trở thành trường nữ sinh năm 1926.
Thành phố được kết nối với mạng lưới đường sắt vào ngày 22 tháng 10 năm 1896, với việc hoàn thành 12   km (7   mi) đường sắt chạy từ thị trấn Prudnik gần đó. Một kết nối khác, 31   km (16   mi) nối thành phố về phía đông bắc với thị trấn Gogolin, được hoàn thành vào ngày 4 tháng 12 cùng năm.
Sau Thế chiến II, thị trấn vốn thuộc về Đức từ năm 1816, được chuyển sang quyền sở hữu của Ba Lan và được đổi tên thành Biała. Phần lớn dân số Đức của thị trấn đã bị trục xuất, nhưng nhiều người nói tiếng Đức vẫn sống ở đó ngày nay.

## Lịch sử dân số
- 1782: 2.022
- 1787: 2.408
- 1825: 2.462
- 1905: 2.816
- 1939: 3.784
- 1961: 2.832
- 1971: 3.100

## Cư dân đáng chú ý
- David Deutsch (1810 Từ1873), giáo sĩ
- Harry Thürk (sinh năm 1927), nhà văn người Đức

## Quan hệ quốc tế

### Twin town - Thành phố chị em
Biała Prudnicka được kết đôi với:
- Marienheide, Đức
- Msto Albrechtice Silesia Séc
- Vlčice Silesia

## liên kết ngoài
- (tiếng Ba Lan) Trang web chính thức của thị trấn và cộng đồng Biała
- Cộng đồng Do Thái ở Biała Prudnicka Lưu trữ ngày 21 tháng 4 năm 2015 tại Wayback Machine trên Virtual Shtetl